# Helmut Senekowitsch
Helmut Senekowitsch (nacido en Graz, Austria, 22 de octubre de 1933 - Klosterneuburg el 9 de septiembre de 2007) fue un futbolista y entrenador de fútbol austríaco. Jugó de volante y delantero y su primer equipo fue Sturm Graz.

## Selección nacional
Ha sido internacional con la Selección de fútbol de Austria, jugó 18 partidos internacionales y anotó 5 goles.

## Participaciones en Copas del Mundo
| Mundial                        | Sede   | Resultado    |
| ------------------------------ | ------ | ------------ |
| Copa Mundial de Fútbol de 1958 | Suecia | Primera fase |

## Clubes como futbolista
| Club             | País    | Temporadas |
| ---------------- | ------- | ---------- |
| AC Omonoia       | Chipre  |            |
| Sturm Graz       | Austria | 1955-1959  |
| First Vienna     | Austria | 1959-1961  |
| Real Betis       | España  | 1961-1964  |
| Wacker Innsbruck | Austria | 1964-1971  |

## Clubes como entrenador
| Club                      | País     | Temporadas           |
| ------------------------- | -------- | -------------------- |
| Grazer AK                 | Austria  | 1971-1973, 1984-1985 |
| SK VÖEST Linz             | Austria  | 1973-1975            |
| VfB Admira Wacker Mödling | Austria  | 1975-1976            |
| Austria                   | Austria  | 1976-1978            |
| Tecos de la UAG           | México   | 1978-1979, 1985-1988 |
| Athletic Club             | España   | 1979-1980            |
| Real Betis Balompié       | España   | 1980-1981            |
| P.A.E. Panathinaikos      | Grecia   | 1981                 |
| Olympiacos F.C.           | Grecia   | 1982                 |
| Eintracht Frankfurt       | Alemania | 1982                 |
| AEK Atenas F.C.           | Grecia   | 1983-1984            |
| Cádiz CF                  | España   | 1988-1989            |
| Panionios NFC             | Grecia   | 1989-1990            |
| AC Omonia                 | Chipre   | 1990-1991            |
| LASK Linz                 | Austria  | 1991-1992            |
| Wiener Sport-Club         | Austria  | 1993                 |
| Floridsdorfer AC          | Austria  | 1995-1996            |
| First Vienna FC           | Austria  | 1997                 |